# Sesbania sericea
Sesbania sericea là một loài thực vật có hoa trong họ Đậu. Loài này được (Willd.) Link miêu tả khoa học đầu tiên.